# Físico

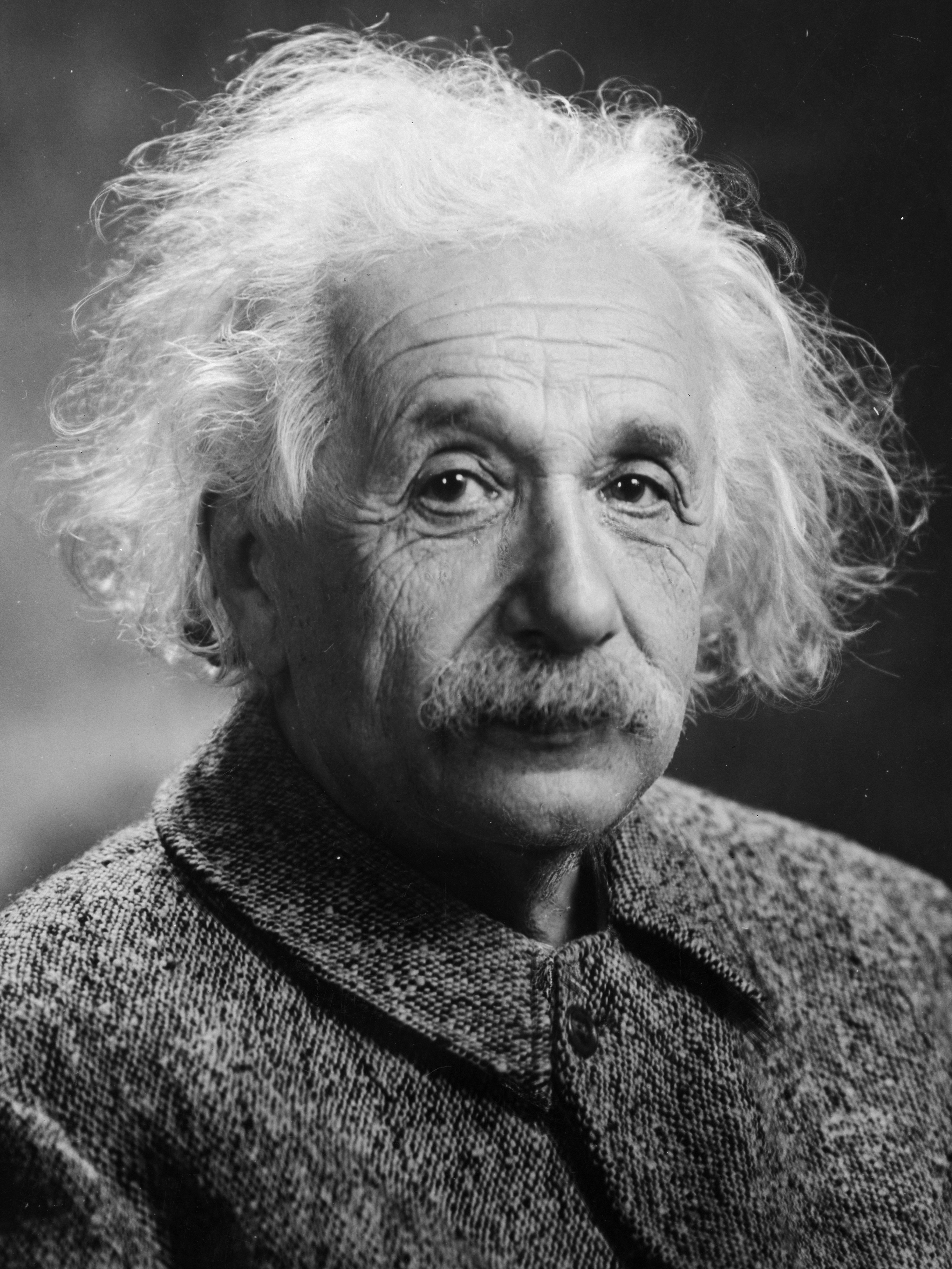
Albert Einstein es considerado el físico más destacado del.

Físico es el nombre común que se les da a los científicos y profesionales que se dedican a la física u otras áreas de las ciencias físicas, o que han completado la carrera universitaria en dicho campo.

## Historia

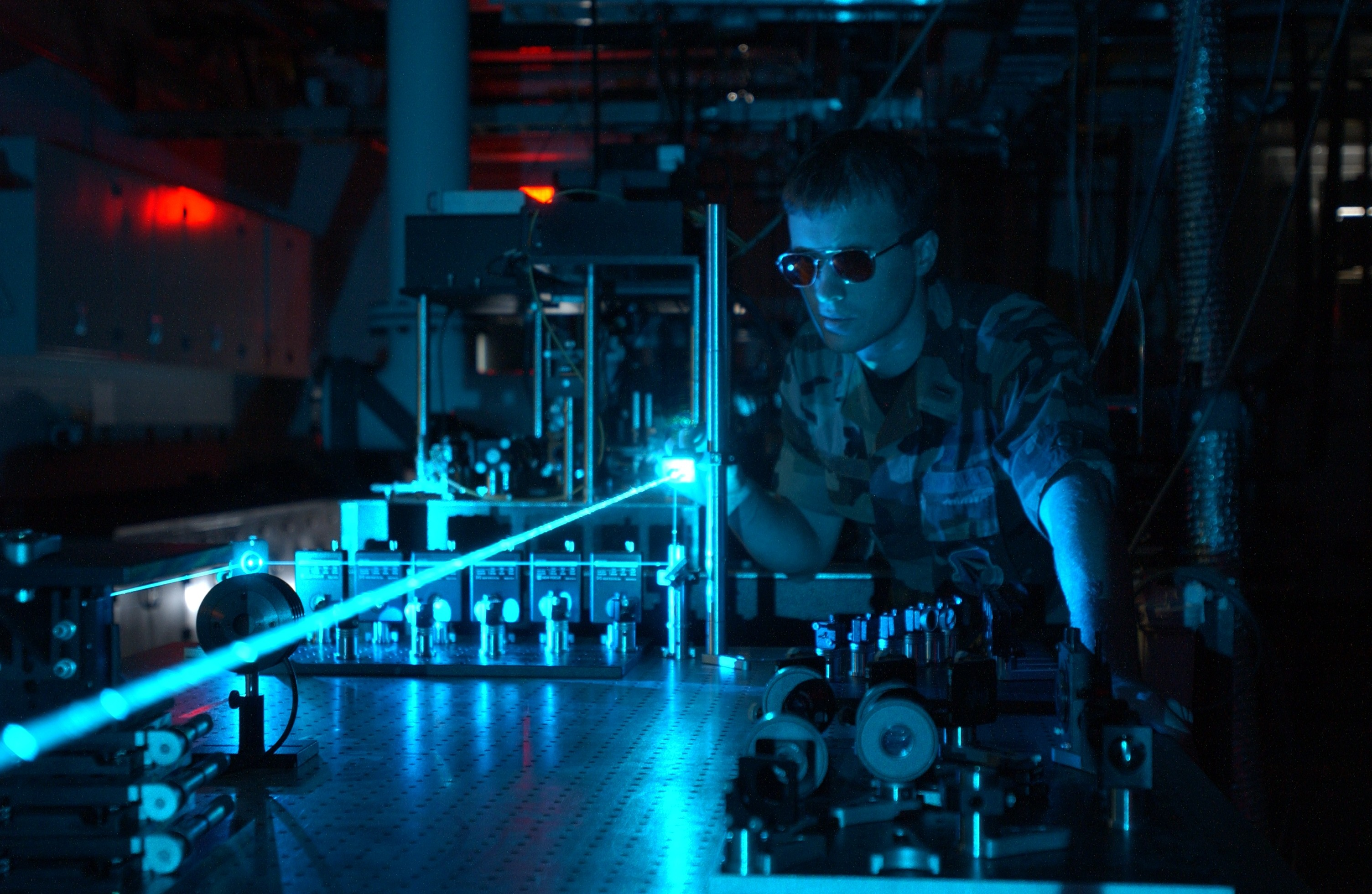
Un físico militar realizando un experimento con un rayo láser.

Históricamente, podría considerarse a Galileo Galilei como una de las primeras personas cuyo perfil se ajusta al del físico moderno. Galileo fue uno de los primeros en estudiar las cuestiones acerca del mundo material mediante el método científico. La cuestión que abordó Galileo fue la "caída de los graves" (caída libre de los cuerpos "graves" o "pesados", no como las plumas u hojas). Fue el primero en dar la ecuación correcta que relacionaba la distancia recorrida por un grave en caída libre en función del tiempo. 
Aristóteles escribió el primer tratado llamado "física" que se basaba en la observación y la abstracción, pero no tomaba en cuenta la experimentación, por lo cual, no se lo puede considerar como un físico en el sentido moderno del término.

## Premios Nobel de física
A partir de finales del siglo XIX y comienzos del XX la lista de ganadores del Premio Nobel de Física nos da una idea bastante adecuada de los físicos más destacados. Notables excepciones serían el importante físico el francés Paul Langevin.

## Actividad profesional

### Salidas laborales
La física es una ciencia  que solo es desarrollada por aquellas personas que se dedican a la investigación. Sin embargo, la física tiene una gran cantidad de aplicaciones técnicas en el mundo real, lo cual convierte a los licenciados o graduados en física en uno de los profesionales con menor tasa de paro.
Debido a su profunda formación en todas las ramas de la física (mecánica, termodinámica, óptica, electromagnetismo, física del estado sólido, física cuántica, electrodinámica) y también en matemáticas (álgebra, análisis matemático real y complejo, estadística,...), los físicos generalmente tienen buenas capacidades de análisis y resolución de problemas de técnicos. Por ello, no es de extrañar que los físicos hoy en día se dediquen a:
- la producción de energía.
- la meteorología y el medio ambiente.
- los nuevos materiales.
- la óptica (por ejemplo: desarrollo de materiales invisibles, pantallas en 3D).
- la biofísica y la física de la Medicina (rayos X, resonancia magnética, nuevos fármacos).
- la informática y la simulación.
- la econofísica, o uso de las herramientas de la Física aplicadas a la economía para tratar de predecir los movimientos de la economía.

### Profesión de minorías
Tanto en los países en vías de desarrollo como aquellos del primer mundo, la proporción de físicos respecto al resto de la población es pequeña. Es menor que la proporción de médicos, y mucho menor que la de abogados.

### Profesión de personas con amplios estudios
El grado mínimo de estudios para dedicarse a la investigación en física es la licenciatura en física o algún área afín como ingeniería, matemáticas o química. En los países del primer mundo la mayoría de los físicos que trabajan en universidades o centros de investigación tienen un doctorado.
En muchos países, un gran número de físicos con licenciatura se dedican principalmente a la docencia en bachillerato o secundaria y a labores de computación. Los físicos con doctorado se dedican a desarrollar investigación en centros y laboratorios estatales o privados, y la docencia en las universidades.

### Profesión de bajo riesgo
La expectativa de vida de los físicos respecto a otras profesiones es alta. A pesar de esto, el índice de suicidios entre los físicos es un poco mayor que entre el resto de la población, pero menor que entre los artistas.

## Físicos
- Albert Einstein
- Max Planck
- Niels Bohr
- Isaac Newton
- Cecilia Helena Payne-Gaposchkin
- Richard Feynman
- James Clerk Maxwell

## Físicos en la política
- Salah Bitar
- Valdis Dombrovskis
- Reiner Haseloff
- Efraim Katzir
- Oskar Lafontaine
- Kazimierz Marcinkiewicz
- Angela Merkel
- Javier Solana

## Físicos ficticios
- Sheldon Cooper en la serie de televisión The Big Bang Theory
- Gordon Freeman en la serie de videojuegos Half-Life